# Mutatocoptops borneensis
Mutatocoptops borneensis är en skalbaggsart som beskrevs av Stefan von Breuning 1968. Mutatocoptops borneensis ingår i släktet Mutatocoptops och familjen långhorningar. Inga underarter finns listade i Catalogue of Life.